# Max Gutiérrez
Maximiliano Gutiérrez Hoppe (Cidade do México, México, 18 de dezembro de 2002) é um piloto de automóvel mexicano. Atualmente pertence à Escuderia Telmex. Em 2022 correu em diferentes competições de NASCAR no México e Estados Unidos.

## Carreira

### Inícios
Gutiérrez começou a correr no Karting os 3 anos, competindo no Campeonato Nacional de Super Kart do México em 2006, onde terminou terceiro na classificação na categoria Baby Estoque. Regressou em 2007, onde novamente terminaria terceiro na classificação na categoria Modified Baby 50. De 2008 a 2013, ganharia seis títulos consecutivos do Campeonato de Super Kart.

### ARCA Menards Séries
Gutiérrez faria uma estreia em 2020 da ARCA Menards Séries, conduzindo para Troy Williams Racing. Conduziu o auto no Bristol Motor Speedway, começando no posto 26 e terminando no posto 14.
Regressou à ARCA Menards Séries em 2021, correndo as competições se combinam com a Séries East, sendo o seu melhor resultado 12.º no Iowa Speedway. Regressou à série em 2022, onde obteve o primeiro top 10 de sua carreira em Talladega Superspeedway em abril.

## Resumo de corrida
| Temporada | Categoria                         | Equipa               | Corridas | Vitórias | Poles | VR | Pódios | Pontos | Pos. |
| --------- | --------------------------------- | -------------------- | -------- | -------- | ----- | -- | ------ | ------ | ---- |
| 2018      | Super Touring 1 Light Mexico      |                      | 2        | 0        | 0     | 0  | 1      | 332    | 41.º |
| 2018      | TC2000 Mexico                     | 7                    | 0        | 0        | 0     | 2  | 302    | 31.º   |      |
| 2019      | NASCAR Challenge Mexico           | Prorally             | 10       | 2        | 1     | 0  | 4      | 396    | 5.º  |
| 2019      | TC2000 Mexico                     | Adya Racing Team     | 5        | 0        | 0     | 0  | 0      | 276    | 34.º |
| 2020      | ARCA Menards Séries East          | Troy Williams Racing | 2        | 0        | 0     | 0  | 0      | 62     | 23.º |
| 2020      | ARCA Menards Series               | Troy Williams Racing | 1        | 0        | 0     | 0  | 0      | 30     | 71.º |
| 2020      | NASCAR Challenge Mexico           | Dem Racing Sa De CV  | 12       | 5        | 3     | 0  | 9      | 481    | 1.º  |
| 2021      | ARCA Menards Series West          | Rette Jones Racing   | 1        | 0        | 0     | 0  | 0      | 23     | 60.º |
| 2021      | ARCA Menards Series               | Rette Jones Racing   | 4        | 0        | 0     | 0  | 0      | 120    | 30.º |
| 2021      | NASCAR PEAK Mexico Series         |                      | 12       | 0        | 0     | 0  | 4      | 358    | 4.º  |
| 2021      | ARCA Menards Series East          | Rette Jones Racing   | 8        | 1        | 0     | 0  | 5      | 333    | 4.º  |
| 2022      | NASCAR Camping World Truck Séries | AM Racing            | 4        | 0        | 0     | 0  | 1      | 72     | 40.º |
| 2022      | NASCAR Mexico Series              | Escuderia Telmex     | 12       | 0        | 0     | 0  | 0      | 362    | 7.º  |
| 2022      | ARCA Menards Series East          | Rette Jones Racing   | 2        | 0        | 0     | 0  | 1      | 41     | 37.º |
| 2022      | ARCA Menards Series               | AM Racing            | 2        | 0        | 0     | 0  | 1      | 46     | 70.º |
| Fonte:    |                                   |                      |          |          |       |    |        |        |      |

## Vida pessoal
Em 29 de janeiro de 2023, Max e seu irmão, Federico, viajavam para perto de Vale de Bravo, México num Porsche Boxster, quando seu veículo chocou com uma camioneta Ford Explorer. Max foi transladado em avião a um hospital na Cidade do México com lesões não reveladas, enquanto Federico, que conduzia o veículo nesse momento, foi declarado morto no local. A investigação está atualmente em curso.